# ميل ديدييه
ميل ديدييه (بالإنجليزية: Mel Didier)‏ هو لاعب كرة قاعدة أمريكي، ولد في 15 يونيو 1927 في ماركسفيل في الولايات المتحدة، وتوفي في 26 أغسطس 2017 في فينيكس في الولايات المتحدة.

## وصلات خارجية
- ميل ديدييه على موقعبيزبول رفرنس.كوم (الدوري الثانوي) (الإنجليزية)
- ميل ديدييه على موقع قاعة لويزيانا للمشاهير الرياضية (الإنجليزية)